# Difficult
Difficult è un singolo della cantautrice statunitense Gracie Abrams, pubblicato il 7 ottobre 2022.
Si tratta del primo singolo estratto dall'album di debutto della cantante, Good Riddance.

## Tracce
1. Difficult – 4:18 (Gracie Abrams, Aaron Dessner)